# Kerk van Petra

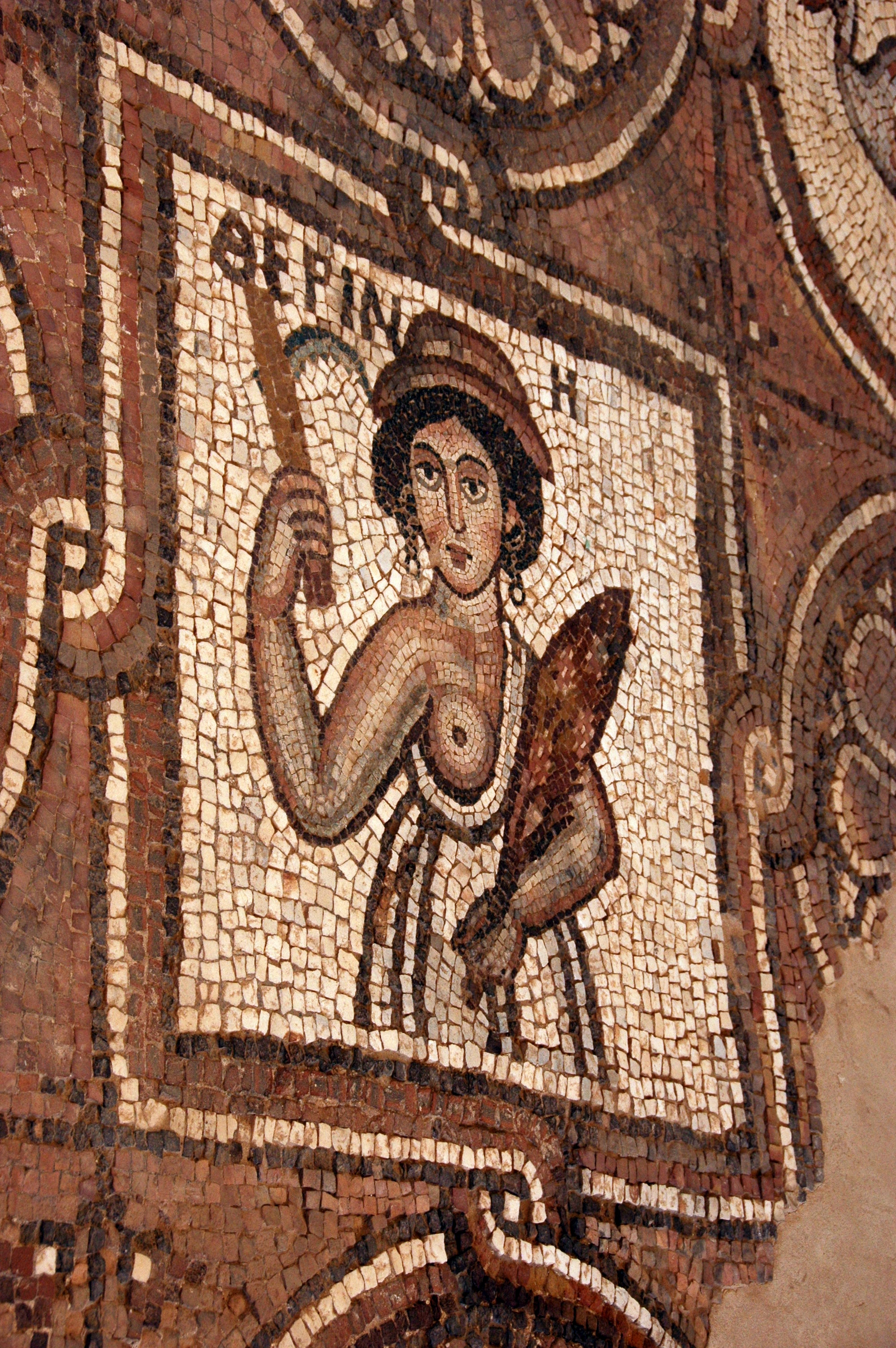
Mozaïek met voorstelling van de 'zomer'

De term Kerk van Petra - in het Engels: Petra Church - slaat op de ruïnes van een Byzantijnse kerkgebouw in de historische stad Petra in het huidige Jordanië. De ruïnes werden in 1990 ontdekt en opgegraven.
De afmetingen van de kerk bedroegen 26 x 15m. Het was een driebeukige basilica. Aan de oostkant bevonden zich drie apsissen en aan de westkant drie ingangen uitgevend op een atrium. De kerk werd gebouwd aan het eind van de vijfde eeuw en ongeveer vijftig jaar later herbouwd. Omstreeks 600 brandde ze volledig af en werd verlaten. Korte tijd later verwoestte een aardbeving het gebouw volledig. Thans zijn alleen de vloermozaïeken overgebleven. Als bouwmateriaal werden stenen en zuilen afkomstig uit Nabatheense en Romeinse monumenten gebruikt. Men vindt ze nu terug in de omgeving op de hellingen.
De vloermozaïeken worden, op basis van hun stilistische kenmerken, in de vroege zesde eeuw gedateerd. Ze zijn op te vatten als een hulde aan de schepping. De mozaïeken in de zuidelijke beuk zijn ingedeeld in drie rijen. De centrale rij stelt de personificatie van de seizoenen voor; ze wordt geflankeerd door twee rijen met afbeeldingen van zoogdieren, vogels en vissen. De mozaïeken in de noordelijke beuk zijn eveneens ingedeeld in drie rijen. Er worden inlandse en exotische zoogdieren en vogels afgebeeld in de twee buitenste rijen, telkens per paar van dezelfde soort. De middelste rij bestaat uit decoratieve elementen.
Archeologen vonden duizenden glazen tesserae wat er op wijst dat de kerkmuren eens bedekt waren met muurmozaïeken.
In het atrium is het baptisterium uit de vijfde eeuw goed bewaard. De doopvont is kruisvormig en omringd met vier kalkstenen zuilen.
In 1993 werden in een hoek van de kerk 152 papyrusrollen gevonden, de zogenaamde Petra rollen. De papyrusrollen hebben toebehoord aan ene Theodorus, die deken was van de kerk.
Buiten deze kerk werden recent nog andere Byzantijnse kerken in Petra gevonden waarvan nog zeer weinig werd opgegraven. Men noemt ze de 'blauwe kerk' en de 'richelkerk'.